# Talbot (fotometria)
En fotometria, el talbot (T) és una unitat, no estàndard, d'energia lumínica, anomenada així en honor d'un dels primers fotògrafs William Henry Fox Talbot. És exactament igual a la unitat estàndard del SI, el lumen x segon:
1 T = 1 lm x s
L'ús del símbol T per al talbot crea conflicte amb el símbol, també T, assignat per al tesla, unitat del SI de la densitat de flux magnètic.